# Nati nel 1950/Gennaio
| Questa pagina contiene informazioni ricavate automaticamente dalle voci biografiche con l'ausilio del template Bio e di un bot. L'aggiornamento è periodico e automatico e ricostruisce completamente la pagina. Se manca una persona in questa lista, sei pregato di non aggiungerla, ma accertati piuttosto che la sua voce biografica contenga il template Bio e che i dati anagrafici siano correttamente compilati. Se il template Bio manca, inseriscilo tu stesso o, in alternativa, metti l'avviso {{tmp\|Bio}} che ne segnala la mancanza. Se i dati riportati sono sbagliati, correggi direttamente la voce biografica; le modifiche saranno visibili in questa lista entro pochi giorni. Per chiarimenti vedi il progetto biografie. La lista contiene solo le 286 persone che sono citate nell'enciclopedia e per le quali è stato implementato correttamente il template Bio. Pagina aggiornata al 18 ago 2025. |

- 1º gennaio - Usman Alimov, teologo uzbeko († 2021)
- 1º gennaio - Alberto Arbitrio, allenatore di calcio e ex calciatore italiano
- 1º gennaio - Vasily Atajanyan, politico karabakho
- 1º gennaio - Lindsey Beaven, ex tennista britannica
- 1º gennaio - Giuliano Besson, imprenditore e ex sciatore alpino italiano
- 1º gennaio - Pasquale Ciriello, costituzionalista e politico italiano († 2014)
- 1º gennaio - Vladimir Cubrt, attore, produttore cinematografico e musicista canadese
- 1º gennaio - Tony Currie, ex calciatore inglese
- 1º gennaio - Antonio D'Addosio, ex calciatore italiano
- 1º gennaio - Dominique Darel, modella e attrice francese († 1978)
- 1º gennaio - Paolo De Crescenzo, pallanuotista e allenatore di pallanuoto italiano († 2017)
- 1º gennaio - Morgan Fisher, tastierista e compositore britannico
- 1º gennaio - Peter Frampton, truccatore britannico
- 1º gennaio - Travis Grant, ex cestista statunitense
- 1º gennaio - Robert Horn, sceneggiatore, librettista e produttore televisivo statunitense
- 1º gennaio - Rocco Larizza, politico italiano
- 1º gennaio - Gerard McSorley, attore irlandese
- 1º gennaio - Deepa Mehta, regista indiana
- 1º gennaio - Corradino Mineo, giornalista, politico e conduttore televisivo italiano
- 1º gennaio - Eugenio Morel, ex calciatore paraguaiano
- 1º gennaio - Valdís Óskarsdóttir, montatrice islandese
- 1º gennaio - Mohamed Rouicha, cantautore marocchino († 2012)
- 1º gennaio - Al Sanders, cestista statunitense († 1994)
- 1º gennaio - Zsigmond Villányi, pentatleta ungherese († 1995)
- 1º gennaio - Ronny Yu, regista, sceneggiatore e produttore cinematografico cinese
- 1º gennaio - Fahd Jasim al-Furayj, generale e politico siriano
- 2 gennaio - Antonio Attanasio, nuotatore italiano († 1982)
- 2 gennaio - Irynej Bilyk, vescovo cattolico ucraino
- 2 gennaio - Mathieu Bisséni, ex cestista camerunese
- 2 gennaio - Chris Cohan, imprenditore statunitense
- 2 gennaio - Giampiero Comolli, romanziere e saggista italiano
- 2 gennaio - Ion Dumitru, allenatore di calcio e ex calciatore rumeno
- 2 gennaio - Francesco Laudadio, regista cinematografico italiano († 2005)
- 2 gennaio - Gregory Polan, abate e religioso statunitense
- 2 gennaio - Johannes Riedl, calciatore e allenatore di calcio tedesco occidentale († 2010)
- 3 gennaio - Noelia Afonso, modella spagnola
- 3 gennaio - Giovanni Bellini, politico italiano
- 3 gennaio - Faouzi Benzarti, allenatore di calcio e ex calciatore tunisino
- 3 gennaio - Álvaro Betancur, ex tennista colombiano
- 3 gennaio - John Carenza, calciatore statunitense († 2023)
- 3 gennaio - Francesco Correggia, artista e scrittore italiano
- 3 gennaio - Massimiliano De Seneen, politico italiano
- 3 gennaio - Olivier Greif, compositore francese († 2000)
- 3 gennaio - Evgenij Kovalenko, ex cestista e allenatore di pallacanestro sovietico
- 3 gennaio - Claudio Mistrangelo, allenatore di pallanuoto e ex pallanuotista italiano
- 3 gennaio - Victoria Principal, attrice, scrittrice e produttrice cinematografica statunitense
- 3 gennaio - Vesna Vulović, attivista serba († 2016)
- 4 gennaio - Gerald Michael Barbarito, vescovo cattolico statunitense
- 4 gennaio - Gregorio Basilico, ex calciatore italiano
- 4 gennaio - Lino Benoni, bobbista italiano
- 4 gennaio - Dhirendra del Nepal, principe nepalese († 2001)
- 4 gennaio - Massimo Luca, chitarrista, compositore e produttore discografico italiano
- 4 gennaio - Luciano Modica, politico e matematico italiano († 2021)
- 4 gennaio - Selvin Pennant, ex calciatore guatemalteco
- 4 gennaio - Muhammad bin Fahd Al Sa'ud, principe, politico e imprenditore saudita († 2025)
- 5 gennaio - Nikolaj Abramov, calciatore sovietico († 2005)
- 5 gennaio - Ulrich Bächli, bobbista svizzero
- 5 gennaio - Ioan Petru Culianu, storico delle religioni, scrittore e filosofo romeno († 1991)
- 5 gennaio - Lolita, cantante italiana († 1986)
- 5 gennaio - John Manley, politico canadese
- 5 gennaio - Darioush Mohammadi, pallanuotista iraniano
- 5 gennaio - Chris Stein, chitarrista e compositore statunitense
- 5 gennaio - Krzysztof Wielicki, alpinista polacco
- 6 gennaio - Carmelo Cabrera, ex cestista spagnolo
- 6 gennaio - Constanze Engelbrecht, attrice e doppiatrice tedesca († 2000)
- 6 gennaio - Jirō Hosotani, ex sollevatore giapponese
- 6 gennaio - Emmanuel Mwape, calciatore zambiano († 1991)
- 6 gennaio - Richard Norton, attore, artista marziale e stuntman australiano († 2025)
- 6 gennaio - Massimo Rao, artista italiano († 1996)
- 6 gennaio - Stefano Simoncelli, poeta italiano († 2025)
- 7 gennaio - Juan Gabriel, cantautore messicano († 2016)
- 7 gennaio - Lucia Ciampi, politica italiana
- 7 gennaio - Larry Connor, imprenditore e astronauta statunitense
- 7 gennaio - Jean-Louis Giovannoni, scrittore e poeta francese
- 7 gennaio - Erin Gray, attrice statunitense
- 7 gennaio - Stanley James Grenz, teologo statunitense († 2005)
- 7 gennaio - John Hill, giornalista e ex calciatore nordirlandese
- 7 gennaio - Johnny Lever, attore e comico indiano
- 7 gennaio - Malcolm Macdonald, conduttore radiofonico, ex calciatore e allenatore di calcio inglese
- 8 gennaio - Rubén Ayala, allenatore di calcio e ex calciatore argentino
- 8 gennaio - Martha Gustafson, atleta paralimpica, nuotatrice e tennistavolista messicana
- 8 gennaio - Jos Hermens, ex mezzofondista olandese
- 8 gennaio - Gordon Hindson, ex calciatore inglese
- 8 gennaio - Jo Yeong-ja, ex cestista sudcoreana
- 9 gennaio - Carlos Aguiar Retes, cardinale e arcivescovo cattolico messicano
- 9 gennaio - Christine Crawley, politica britannica
- 9 gennaio - Gisbert Haefs, scrittore tedesco
- 9 gennaio - Alec Jeffreys, genetista britannico
- 9 gennaio - David Johansen, cantante statunitense († 2025)
- 9 gennaio - Josef Klíma, ex cestista cecoslovacco
- 9 gennaio - Giuliano Mazzoni, pilota di rally italiano
- 9 gennaio - Rio Reiser, cantante, musicista e attore tedesco († 1996)
- 9 gennaio - Vladimir Semenec, ex pistard sovietico
- 10 gennaio - Roy Blunt, politico statunitense
- 10 gennaio - Federico Bonetti Amendola, compositore italiano
- 10 gennaio - Derek Briggs, geologo e paleontologo irlandese
- 10 gennaio - Nelson Brizuela, allenatore di calcio e ex calciatore paraguaiano
- 10 gennaio - Nicanor Perlas, politico, attivista e ambientalista filippino († 2025)
- 10 gennaio - Winfried Schäfer, allenatore di calcio e ex calciatore tedesco
- 10 gennaio - Carlo Siliotto, violinista, arrangiatore e compositore italiano
- 10 gennaio - Stefan Sollander, ex sciatore alpino svedese
- 10 gennaio - Reidar Vågnes, allenatore di calcio e ex calciatore norvegese
- 10 gennaio - Raúl Zurita, poeta cileno
- 11 gennaio - Luciano Cilio, compositore italiano († 1983)
- 11 gennaio - Raffaello De Brasi, politico italiano
- 11 gennaio - Odila Fernandes de Camargo, ex cestista brasiliana
- 11 gennaio - Sandro Salsa, matematico italiano
- 12 gennaio - Zinaida Amosova, ex fondista sovietica
- 12 gennaio - Alireza Azizi, calciatore iraniano († 2021)
- 12 gennaio - Brian Blume, editore e autore di giochi statunitense († 2020)
- 12 gennaio - Patrice Dominguez, tennista francese († 2015)
- 12 gennaio - Sheila Jackson Lee, politica, avvocata e attivista statunitense († 2024)
- 12 gennaio - Hermann Köhler, ex velocista tedesco
- 12 gennaio - Pasquale Panella, poeta, scrittore e paroliere italiano
- 12 gennaio - Philippe Peythieu, doppiatore francese
- 12 gennaio - Franco Piersanti, compositore e direttore d'orchestra italiano
- 12 gennaio - Ricky Ray Rector, criminale statunitense († 1992)
- 12 gennaio - Claude Terry, ex cestista statunitense
- 12 gennaio - Gianrico Tondinelli, attore e regista teatrale italiano
- 12 gennaio - Michail Viarhiejenka, allenatore di calcio, dirigente sportivo e calciatore bielorusso († 2024)
- 13 gennaio - Giacomo Bazzan, pistard e ciclista su strada italiano († 2019)
- 13 gennaio - Guido Galardi, politico italiano
- 13 gennaio - Michael Guido, attore statunitense
- 13 gennaio - Bruce Hart, ex wrestler canadese
- 13 gennaio - Gholam Hossein Mazloumi, calciatore e allenatore di calcio iraniano († 2014)
- 13 gennaio - John McNaughton, regista, sceneggiatore e produttore cinematografico statunitense
- 13 gennaio - Vjačeslav Strachov, ex tuffatore sovietico
- 13 gennaio - Alessandro Turini, allenatore di calcio e ex calciatore italiano
- 13 gennaio - Wilfried Wesemael, ex ciclista su strada e pistard belga
- 14 gennaio - Ernst Good, ex sciatore alpino svizzero
- 14 gennaio - Hanne Haller, cantante, compositrice e produttrice discografica tedesca († 2005)
- 14 gennaio - Swen Nater, ex cestista olandese
- 14 gennaio - Gaetano Russo, attore italiano
- 15 gennaio - Choe Ryong-hae, politico e militare nordcoreano
- 15 gennaio - Carlo Giovanardi, politico italiano
- 15 gennaio - Guillermo González, ex atleta portoricano
- 15 gennaio - Nate Hawthorne, cestista statunitense († 2005)
- 15 gennaio - Marius Trésor, ex calciatore francese
- 16 gennaio - Debbie Allen, attrice, ballerina e coreografa statunitense
- 16 gennaio - Arne Andreassen, allenatore di calcio e ex calciatore norvegese
- 16 gennaio - Marco Coira, militare italiano († 2024)
- 16 gennaio - Paulo Roberto de Freitas, pallavolista, allenatore di pallavolo e dirigente sportivo brasiliano († 2018)
- 16 gennaio - Bob Kulick, chitarrista e produttore discografico statunitense († 2020)
- 16 gennaio - Andrea Riccardi, storico, politico e attivista italiano
- 16 gennaio - Robert Schimmel, comico e cabarettista statunitense († 2010)
- 16 gennaio - Damo Suzuki, cantante e chitarrista giapponese († 2024)
- 17 gennaio - Lounis Ait Menguellet, cantante e poeta berbero
- 17 gennaio - Přemysl Bičovský, allenatore di calcio e ex calciatore cecoslovacco
- 17 gennaio - Cristina Galbó, attrice spagnola
- 17 gennaio - Honey Irani, sceneggiatrice, attrice e regista indiana
- 17 gennaio - Stavros Sarafis, calciatore greco († 2022)
- 17 gennaio - Ján Švehlík, ex calciatore cecoslovacco
- 17 gennaio - Tonino Zugarelli, ex tennista italiano
- 18 gennaio - Giovanni Arena, politico italiano
- 18 gennaio - Gianfranco Brancatelli, ex pilota automobilistico italiano
- 18 gennaio - Rocco Caligiuri, rugbista a 15 italiano († 2013)
- 18 gennaio - Gerardo Carmine Gargiulo, cantante e compositore italiano
- 18 gennaio - Dino Meneghin, ex cestista e dirigente sportivo italiano
- 18 gennaio - Walter Riccomi, ex ciclista su strada italiano
- 18 gennaio - Bud Stallworth, ex cestista statunitense
- 18 gennaio - Pat Sullivan, giocatore di football americano statunitense († 2019)
- 18 gennaio - Michael Tomasello, psicologo statunitense
- 18 gennaio - Lida Viganoni, geografa italiana
- 18 gennaio - Gilles Villeneuve, pilota automobilistico canadese († 1982)
- 19 gennaio - Mario Farneti, scrittore e giornalista italiano
- 19 gennaio - Diego Garzitto, allenatore di calcio e ex calciatore italiano
- 19 gennaio - Harry McGilberry, cantante statunitense († 2006)
- 19 gennaio - Clara Murtas, cantante e attrice italiana
- 19 gennaio - Pier Carlo Padoan, economista e politico italiano
- 19 gennaio - Maryse Sallois, ex cestista francese
- 19 gennaio - Siqin Gaowa, attrice cinese
- 19 gennaio - Gary Titley, politico britannico
- 19 gennaio - Antonio Toffanin, allenatore di calcio e ex calciatore italiano
- 19 gennaio - Eshetu Tura, ex siepista e mezzofondista etiope
- 19 gennaio - Žarko Zečević, ex cestista, dirigente sportivo e imprenditore serbo
- 20 gennaio - Giuliano Andreuzza, allenatore di calcio e ex calciatore italiano
- 20 gennaio - Daniel Benzali, attore brasiliano
- 20 gennaio - Eddo Carlet, ex calciatore italiano
- 20 gennaio - Carmen Iarrera, giornalista, sceneggiatrice e scrittrice italiana
- 20 gennaio - Chuck Lefley, ex hockeista su ghiaccio canadese
- 20 gennaio - Mahamane Ousmane, politico nigerino
- 20 gennaio - Ivan Penev, ex sciatore alpino bulgaro
- 20 gennaio - Roma Ryan, scrittrice, poetessa e paroliera britannica
- 20 gennaio - Franca Sozzani, giornalista italiana († 2016)
- 21 gennaio - Maroun Bagdadi, regista e sceneggiatore libanese († 1993)
- 21 gennaio - Renato Barborini, poliziotto italiano († 1977)
- 21 gennaio - Marion Becker, ex giavellottista tedesca
- 21 gennaio - Gary Locke, politico e diplomatico statunitense
- 21 gennaio - José Marín, ex marciatore spagnolo
- 21 gennaio - Colin Murphy, allenatore di calcio e calciatore inglese († 2023)
- 21 gennaio - Billy Ocean, cantante trinidadiano
- 21 gennaio - Penka Stojanova, cestista bulgara († 2019)
- 21 gennaio - Joseph Tanner, ex astronauta statunitense
- 21 gennaio - Ángel María Villar, ex calciatore e dirigente sportivo spagnolo
- 22 gennaio - André Buonomo, rugbista a 15 e allenatore di rugby a 15 francese
- 22 gennaio - Jackie Dinkins, cestista statunitense († 1983)
- 22 gennaio - Mike Flater, ex calciatore statunitense
- 22 gennaio - Javier Galdós, ex calciatore spagnolo
- 22 gennaio - Pasquale Presutti, ex rugbista a 15, allenatore di rugby a 15 e dirigente sportivo italiano
- 22 gennaio - Marshall Rogers, fumettista e illustratore statunitense († 2007)
- 22 gennaio - Frank Schade, ex cestista e allenatore di pallacanestro statunitense
- 22 gennaio - Frederik L. Schodt, traduttore e scrittore statunitense
- 22 gennaio - Vladimir Sučilin, calciatore sovietico († 2014)
- 23 gennaio - Vittoria Alliata di Villafranca, scrittrice, traduttrice e giornalista italiana
- 23 gennaio - Richard Dean Anderson, attore statunitense
- 23 gennaio - Denden, attore giapponese
- 23 gennaio - Anton Dorner, ex sciatore alpino austriaco
- 23 gennaio - Danny Federici, tastierista e organista statunitense († 2008)
- 23 gennaio - Richard Gilliland, attore statunitense († 2021)
- 23 gennaio - Maximilian Haider, fisico austriaco
- 23 gennaio - Gianni Mammolotti, direttore della fotografia italiano
- 23 gennaio - Luis Alberto Spinetta, cantante, chitarrista e compositore argentino († 2012)
- 23 gennaio - Douglas Young, arcivescovo cattolico australiano
- 24 gennaio - Daniel Auteuil, attore e regista francese
- 24 gennaio - Syd Ball, ex tennista australiano
- 24 gennaio - Sandro Brandolini, politico italiano
- 24 gennaio - Enzo Del Forno, ex altista italiano
- 24 gennaio - Drago Hedl, giornalista croato
- 24 gennaio - Becky Hobbs, cantautrice e pianista statunitense
- 24 gennaio - Laura Kelly, politica statunitense
- 24 gennaio - Judy Ongg, cantante, attrice e scrittrice taiwanese
- 24 gennaio - Sergio Polano, storico dell'architettura italiano († 2022)
- 24 gennaio - Germán Santamaría, giornalista e scrittore colombiano
- 25 gennaio - Jean-Marc Ayrault, politico francese
- 25 gennaio - Doina Bumbea, pittrice rumena († 1997)
- 25 gennaio - Gordon Fearnley, allenatore di calcio e calciatore inglese († 2015)
- 25 gennaio - Svein Gjedrem, economista e ex calciatore norvegese
- 25 gennaio - Yoshimitsu Morita, regista e sceneggiatore giapponese († 2011)
- 25 gennaio - Gloria Naylor, scrittrice statunitense († 2016)
- 25 gennaio - Mike Pejic, ex calciatore inglese
- 25 gennaio - Roberto Perini, disegnatore e vignettista italiano († 2019)
- 25 gennaio - Dino Spadetto, ex calciatore italiano
- 25 gennaio - John Terry, attore statunitense
- 25 gennaio - Paul Watkins, musicista statunitense († 1990)
- 26 gennaio - Gerhard Baudy, filologo classico tedesco
- 26 gennaio - Bob Ford, ex cestista statunitense
- 26 gennaio - Jörg Haider, politico austriaco († 2008)
- 26 gennaio - Ivan Hlinka, hockeista su ghiaccio e allenatore di hockey su ghiaccio cecoslovacco († 2004)
- 26 gennaio - Massimo Inguscio, fisico italiano
- 26 gennaio - Paul Pena, compositore, cantante e chitarrista statunitense († 2005)
- 26 gennaio - Antonio Pennacchi, scrittore italiano († 2021)
- 26 gennaio - Sergio Tavčar, giornalista e telecronista sportivo italiano
- 26 gennaio - Palmiro Ucchielli, politico italiano
- 26 gennaio - Jack Youngblood, ex giocatore di football americano statunitense
- 26 gennaio - Daniele Zanettovich, compositore e direttore d'orchestra italiano
- 27 gennaio - Jiří Bubla, ex hockeista su ghiaccio ceco
- 27 gennaio - Pedro Juan Gutiérrez, scrittore, poeta e pittore cubano
- 27 gennaio - Peter Horbury, designer britannico († 2023)
- 27 gennaio - Karen Kondazian, attrice e attrice teatrale statunitense
- 27 gennaio - Russ Lee, ex cestista statunitense
- 27 gennaio - Beppe Lopetrone, fotografo italiano († 2007)
- 28 gennaio - Kees Boeke, compositore e flautista olandese
- 28 gennaio - Anna Bonaiuto, attrice italiana
- 28 gennaio - Giovanni Freghieri, fumettista italiano
- 28 gennaio - Bruno Gollnisch, docente e politico francese
- 28 gennaio - David Hilmers, ex astronauta e ingegnere statunitense
- 28 gennaio - Barbi Benton, modella, cantante e attrice statunitense
- 28 gennaio - Piero Minutolo, politico italiano
- 28 gennaio - Gro Anita Schønn, cantante norvegese († 2001)
- 28 gennaio - Aldo Spoldi, artista e scrittore italiano
- 28 gennaio - Hamad bin Isa Al Khalifa, sovrano bahreinita
- 29 gennaio - Franco Bixio, compositore italiano
- 29 gennaio - Joaquim Justino Carreira, vescovo cattolico portoghese († 2013)
- 29 gennaio - Ann Jillian, attrice statunitense
- 29 gennaio - Flavio Maspoli, politico e giornalista svizzero († 2007)
- 29 gennaio - Ubaldo Novembre, dirigente sportivo e ex calciatore italiano
- 29 gennaio - Marv Roberts, ex cestista statunitense
- 29 gennaio - Jody Scheckter, ex pilota automobilistico sudafricano
- 29 gennaio - Heather Witzel, cestista canadese († 2018)
- 30 gennaio - Alberto Borghini, filologo classico, semiologo e antropologo italiano
- 30 gennaio - Randy Brooks, attore statunitense
- 30 gennaio - Ingo Emmerich, pilota motociclistico tedesco
- 30 gennaio - Reinhold Kauder, ex canoista tedesco
- 30 gennaio - Bahram Mavaddat, ex calciatore iraniano
- 30 gennaio - Leili Pärnpuu, scacchista estone († 2022)
- 30 gennaio - Donato Renzetti, direttore d'orchestra italiano
- 30 gennaio - Trinidad Silva, attore statunitense († 1988)
- 30 gennaio - Pietro Tulumello, fotografo italiano
- 30 gennaio - Ralph Wilcox, attore e regista statunitense
- 31 gennaio - Edward Barcik, ex ciclista su strada polacco
- 31 gennaio - Alessandro Benvenuti, attore, cabarettista e commediografo italiano
- 31 gennaio - Mara Colla, politica italiana
- 31 gennaio - Aleksandr Koržakov, agente segreto sovietico
- 31 gennaio - Nikolaj Kruglov, ex biatleta sovietico
- 31 gennaio - John McAlle, ex calciatore inglese
- 31 gennaio - İzzet Sürücü, cestista turco († 2021)